# Khanda (spada)
La Khanda (Sanscrito खड्ग, IPA/khaḍɡa/) è un'arma bianca manesca del tipo spada tipica del Subcontinente indiano. Ha lama diritta, affilata su ambo i lati, priva di punta, e una caratteristica impugnatura interamente in acciaio con un lungo pomolo curvo. Creata dalla casta guerriera dei Rajput, venne poi adottata anche dai Sikh, dai Maratti e dai Nair. È oggi una delle armi primarie del Gatka, arte marziale indiana, e un simbolo del dio Shiva.

## Storia
Il vocabolo di Lingua hindi khanda trae origine dal sanscrito khadga o khaṅga, dalla radice khaṇḍ, letteralmente "rompere, dividere, tagliare, distruggere". Il Ṛgveda ricorre al vocabolo asi per indicare l'arma bianca manesca del tipo spada e/o daga sviluppatasi nel subcontinente indiano durante l'Età del Bronzo, presumibilmente nei bacini di diffusione della Cultura della ceramica ocra intorno al 1500 a.C. (v. Spada nell'età del bronzo). I Purana e i Veda datano però a una parentesi temporale antecedente l'apparizione delle prime daghe. La khadga divenne fin dall'inizio un simbolo religioso, arma precipua delle divinità. Suo primo creatore fu Brahmā che ne fece poi dono a Shiva per la sua lotta contro gli Asura. Da Shiva, la "spada sacra" passò poi a Visnù e da questi a Indra.
L'apparizione della khanda quale oggi la conosciamo data a un momento non precisato dell'Era Gupta (280-550): statue prodotte in questo periodo mostrano guerrieri armati di spade molto simili alla khanda. Le testimonianze figurative dell'uso di questa tipologia di arma bianca manesca proseguono nei murti dell'Era Chola. La data certa di creazione dell'arma è però sconosciuta. Spade a lama lunga e diritta, in ferro, erano in uso nel subcontinente indiano sin dai tempi dei grandi regni Mahajanapadas (600 a.C.-300 a.C.) entrati in contatto con il Mondo Classico a seguito delle conquiste di Alessandro Magno, ipotetico diffusore sul suolo indiano del kopis dal quale avrebbero poi avuto origine diverse spade a lama ricurva (v. kukri, kora, ecc.). La panoplia dei guerrieri mahajanapadas, stando agli Itihāsa, tanto quanto quella dei guerrieri dell'Impero Maurya (320 a.C.-185 a.C.), prevedeva spade a lama diritta ma non sappiamo se del tipo khanda o diverse.
Il periodo di maggior sviluppo e diffusione della khanda data contemporaneamente al Medioevo occidentale, quando l'arma ebbe larghissimo impiego come spada precipua dei Rajput. Presso questa casta di guerrieri, la khanda, da brandirsi a una o due mani, sia da soldati di fanteria sia di cavalleria, era arma d'elezione, venerata come una sacra reliquia. Codificata nella forma attuale da Prithviraj Chauhan (1149-1192), inventore del pomolo lungo e ricurvo da utilizzarsi in supporto al manico onde migliorare la presa, venne efficacemente utilizzata contro le forze di cavalleria leggera corazzate di cuoio e cotta di maglia degli invasori musulmani. Un uso particolare della khanda, oggi ricordato nei giochi celebrativi del Dasara nella regione indiana del Karnataka, prevede la vorticosa rotazione dell'arma sopra la testa con ambo le mani, memoria della "ultima carica" cui i Rajput ricorrevano quando, circondati dai nemici, non volevano farsi catturare.
Oltre a Prithviraj Chauhan, altro famoso portare della khanda fu Maharana Pratap (1540-1597).

## Costruzione
La khanda è certamente uno dei prodotti più tipici e particolari della siderurgia e dell'oplologia indiana:
- La lama è in acciaio wootz, diritta, affilata su ambo i lati, seghettata(ciò in realtà rende più difficile tagliare con i fendenti), ma priva di punta, destinata quindi a una scherma di fendenti e colpi di taglio. Alcuni esemplari presentano però lama dalla marcata punta ogivale[2];
- L'impugnatura è a una mano, interamente realizzato in acciaio. Il manico è leggermente ricurvo, per facilitare la presa nei fendenti, con guardia a coppa o a valve, massiccio paramano e pomolo lungo, curvo e cilindrico, quasi una prosecuzione del codolo, protendentesi per una lunghezza pari quasi a quella della manica. Questa lunga lingua metallica poteva servire a: trasformare l'impugnatura da una a due mani o fornire protezione al polso e all'avambraccio[3]. L'interno della guardia era spesso foderato in velluto riccamente decorato (filo d'oro, ecc.). Alcuni esemplari di khanda d'epoca Moghul presentano però impugnatura derivata da quella del talwar[4], con piccola guardia a crociera scudata, snello archetto para-mano e massiccio pomolo a disco.

Il fodero della khanda, realizzato in legno coperto di cuoio e metallo, aveva un solido puntale in acciaio per permettere al portatore di servirsi della spada inguainata come una sorta di bastone da passeggio.